# Has Anybody Seen My Gal?
Has Anybody Seen My Gal? (br.: Sinfonia prateada / pt.: Viram a minha noiva?) é um filme de comédia estadunidense de 1952, dirigido por Douglas Sirk para a Universal-International. O filme se passa na década de 1920 e o título se refere ao nome de uma canção jazz de 1925 de The California Ramblers. Antes do lançamento, teve os nomes temporários de Oh Money, Money e Has Anybody Seen My Girl.

## Elenco
- Piper Laurie...Millicent 'Millie' Blaisdell
- Rock Hudson...Dan Stebbins
- Charles Coburn...Samuel Fulton/John Smith
- Gigi Perreau...Roberta Blaisdell
- Lynn Bari...Harriet Blaisdell
- Larry Gates...Charles Blaisdell
- William Reynolds...Howard Blaisdell
- Skip Homeier...Carl Pennock
- Frank Ferguson...Edward Norton
- James Dean...cliente da sorveteria que pede uma bebida complicada (não creditado[2])

## Sinopse
Em 1928, Samuel Fulton é um solitário homem idoso e milionário novaiorquino que escreve seu testamento. Ele deseja deixar sua fortuna para os descendente de uma antiga paixão, a falecida Millicent Blaisdell. Aconselhado a ir conhecer a família que deseja beneficiar, Samuel vai até uma pequena cidade de Vermont, se hospedando na casa da filha de Millicent, Harriet, com o nome de John Smith.
Samuel gosta da família e resolve ajudá-los a realizarem seus sonhos, doando anonimamente a eles a quantia de 100 mil dólares. Mas as coisas saem ao contrário do que ele imaginava e agora vai tentar fazer com que a família volte a ser feliz novamente.